# 刘玉洁
刘玉洁（1935年1月—），女，河南确山人，中华人民共和国政治人物。

## 生平
1952年9月加入中国共产党。1952年至1959年任青年团河南省确山县委干事，青年团信阳地委组织部干事，青年团信阳县委副书记。1959年至1966年，任共青团信阳地委学生部部长、副书记，在中央团校学习。1966年至1970年文化大革命中遭到肅清，下放插队到五七干校，后又到商城县劳动。1970年至1971年，任河南省商城丝厂党支部书记。1971年至1978年，任河南省新县革委会政工组副组长，新县革委会副主任，中共新县县委常委、县委宣传部部长，在中共河南省委党校学习，任中共新县县委副书记。1978年至1980年，任共青团河南省委书记。1980年至1981年，任中共周口地委副书记。1981年至1983年，任中共商丘地委副书记、商丘地区行署专员。1983年至1986年，任中共商丘地委书记。1986年至1989年4月，任河南省人民政府副省长，河南省农村工作委员会主任、党组书记。1989年4月至1998年1月，任河南省政协副主席。此外担任中共第十二届、十三届中央候补委员。